# Calliostoma syungokannoi
Calliostoma syungokannoi is een slakkensoort uit de familie van de Calliostomatidae. De wetenschappelijke naam van de soort is voor het eerst geldig gepubliceerd in 1998 door Kosuge.